# حكومة الجمعية الوطنية الكبرى

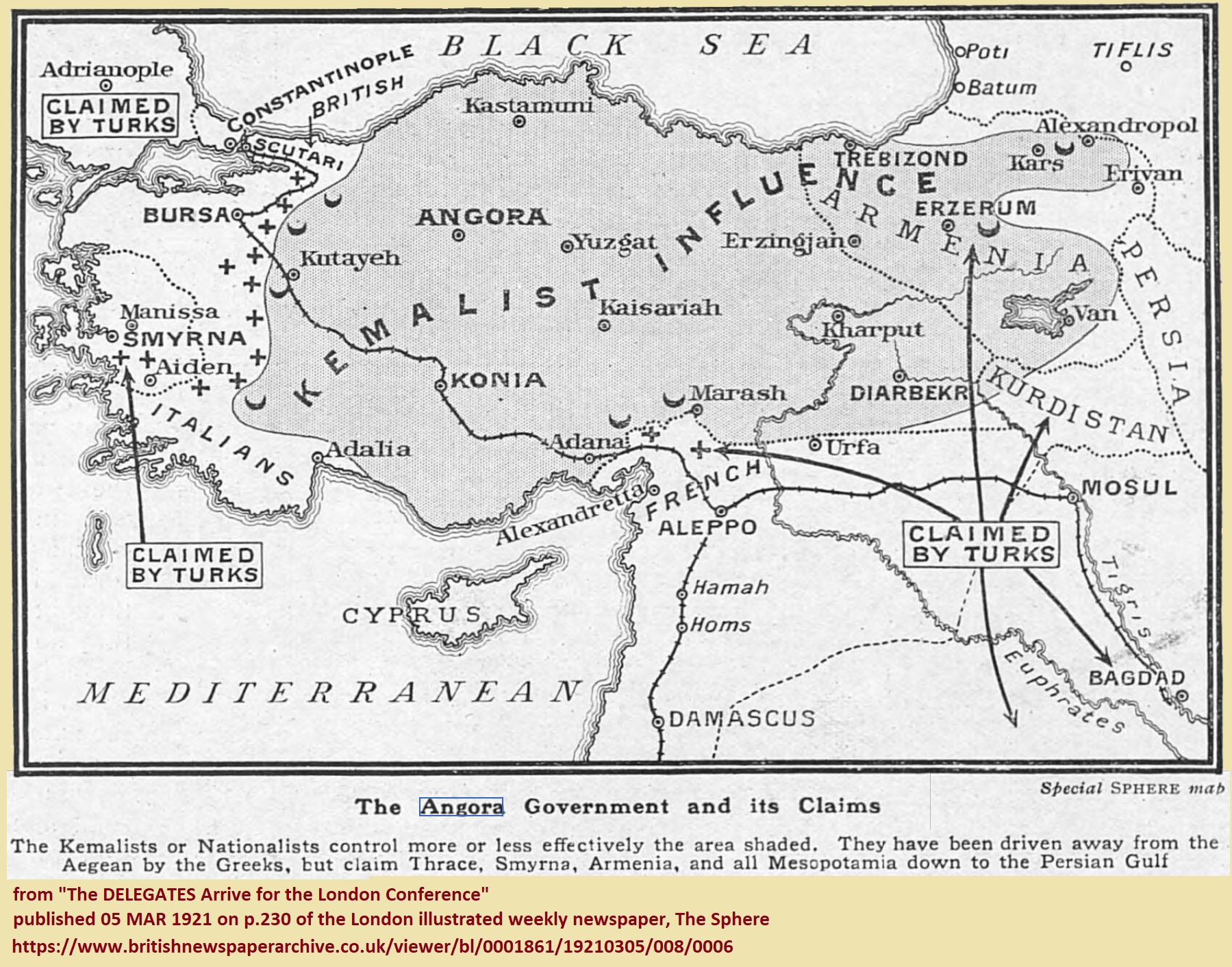
خارطة حدود الجمعية الوطنية الكبرى بتركيا

حكومة الجمعية الوطنية الكبرى (، منذ 8 فبراير عام 1921، حكومة الجمعية الوطنية الكبرى بتركيا) المشار إليها عادة باسم حكومة أنقرة هو الاسم الذي أُطلِق على حكومة أنقرة الثورية المؤقتة أثناء حرب الاستقلال التركية (1919–1923)، وأثناء السنوات الأخيرة للإمبراطورية العثمانية.

## معلومات عامة
بالرغم من أنه كان لا يزال في القسطنطينية حكومة صورية حكومة إمبريالية (الإمبراطورية العثمانية) للإمبراطورية العثمانية، ما أن تأسست الجمعية الوطنية الكبرى في 23 أبريل عام 1920، دون معارضة شرعية السلطنة حتى شكّل البرلمان الجديد حكومته الخاصة في الجمعية الوطنية الكبرى. وصار الوزير يُسمَى «وكيل (Vekil)» (نائب) بدلاً من «ناظر (Nazır)»، للحفاظ على المظهر، إذ كان المنطق الذي قامت على أساسه الحكومة هو أن العاصمة الفعلية، القسطنطينية، كانت تحت الاحتلال. وقد شغل منصب رئيس الجمعية الوطنية الكبرى منذ 8 فبراير عام 1921، ثم رئيس جمهورية تركيا بعد ذلك، مصطفى كمال (أتاتورك). وعندما وقِعت اتفاقية مودانيا لتحل محل هدنة مودروس (التي وقعتها الإمبراطورية في عام 1918 في نهاية الحرب العالمية الأولى) وتنهي حرب الاستقلال التركية، أطاحت حكومة الجمعية الوطنية الكبرى بالسلطنة التي اتهِمت بالتآمر مع الحلفاء أثناء احتلال تركيا. ووقِعت معاهدة لوزان يوم 24 يوليو عام 1923، بين ممثلي الحلفاء وممثلي أنقرة، ليتم الاعتراف رسميًا بحكومة أنقرة. وفي 29 أكتوبر، أعلنت الجمعية الوطنية الكبرى بتركيا قيام جمهورية تركيا.